# Jürgen Binder
Jürgen Klaus Binder (* 21. Mai 1947 in Leutkirch im Allgäu) ist ein ehemaliger deutscher Politiker (CDU), der von 1980 bis 1997 Landrat des Landkreises Sigmaringen war. Er sorgte in der sogenannten Binder-Affäre für bundesweite Schlagzeilen. Die Boulevardzeitung Bild und das Nachrichtenmagazin Der Spiegel berichteten damals ausführlich.
Das Regierungspräsidium Tübingen unter Regierungspräsident Hubert Wicker suspendierte Binder am 17. Februar 1997 gemäß § 89 Landesdisziplinarordnung (LDO) vom Amt des Landrats.

## Leben
Jürgen Binder wurde am 30. Juni 1980 zum Landrat des Landkreises Sigmaringen gewählt; seine Amtseinführung erfolgte am 10. Juli 1980. Er war Nachfolger von Dietmar Schlee (CDU), der damals als Sozialminister in die Landesregierung von Baden-Württemberg berufen worden war. Binder wurde 1988 und 1996 wiedergewählt. Bei seiner Amtseinsetzung 1980 war er der jüngste Landrat, der je in Baden-Württemberg dieses Amt übernahm.
Binder übte eine Reihe ehrenamtlicher Funktionen aus und war in zahlreichen Gremien kraft Amtes vertreten. Er war von 1993 bis 1997 Vorsitzender der Fürst-Carl-Stiftung, einer Stiftung zur Förderung von begabten Studierenden und wissenschaftlichem Nachwuchs an der Hochschule Albstadt-Sigmaringen. Überdies war er von 1989 bis 1993 Vorsitzender des Vereins der Freunde und Förderer der Fachhochschule Sigmaringen e.V.

## Binder-Affäre
Ende 1996 sah sich Binder mit Vorwürfen des Amtsmissbrauches konfrontiert, die Staatsanwaltschaft ermittelte gegen ihn wegen des Verdachts der Untreue. Als immer mehr fragwürdige Dienstreisen und sonstige Gepflogenheiten, wie zum Beispiel ein Dienstwagen für 140.000 Deutsche Mark, der ihm als Vorsitzendem des Verwaltungsrats der Kreissparkasse Sigmaringen von dieser gestellt wurde, von den Medien aufgedeckt werden, wurde er von seinem Amt suspendiert.
Die Binder-Affäre hat für schwere Erschütterungen im Landkreis Sigmaringen gesorgt. Vor allem die im Kreis dominierende CDU erlitt durch die Verfehlungen des CDU-Mitglieds Binder einen schweren Imageschaden. Einem bevorstehenden Parteiausschluss kam er zuvor, indem er im Februar 1997 selbst aus der Partei austrat.
Am 8. Februar 1999 begann sein Prozess. Die Anklage umfasste 301 Fälle der Untreue – 230 davon in Tateinheit mit Betrug – sowie Missbrauch von akademischen Titeln. Vor dem Landgericht Hechingen zeigte sich Binder reumütig. Er gestand die Vorwürfe, die die Staatsanwaltschaft gegen ihn erhob, weitgehend ein. Mehrere Zeugen hatten ihn belastet. Das Gericht verurteilte Binder zu einer Gefängnisstrafe von zwei Jahren auf Bewährung. Es befand Binder am 17. Februar 1999 in 252 Fällen der Untreue für schuldig, davon 232 Fälle in Tateinheit mit Betrug. Zudem hatte er Amtstitel missbraucht.
Der dienstenthobene Landrat musste mehr als umgerechnet 100.000 Euro Reisespesen zurückzahlen. Das Verwaltungsgericht Sigmaringen wies eine Klage von Binder gegen einen entsprechenden Bescheid des Regierungspräsidiums Tübingen in weiten Teilen zurück. Der ehemalige Landrat habe seine Dienstpflichten grob fahrlässig verletzt. Er habe Reisen als Dienstreisen abrechnen lassen, obwohl der dienstliche Zweck nicht gegeben war oder die Kosten nicht von der Verwaltung hätten getragen werden müssen. Daher müsse er Bewirtungs- und Übernachtungskosten in Höhe von 222.848,91 Deutsche Mark (113.940,84 Euro) zurückzahlen.

### Chronologischer Verlauf
- 17. April 1996: Ein anonymes Schreiben mit vagen Vorwürfen wegen der zahlreichen Reisen von Jürgen Binder geht bei der Gemeindeprüfungsanstalt in Stuttgart ein.[5]
- 22. Juli 1996: Ein zweites anonymes Schreiben geht bei der Gemeindeprüfungsanstalt in Stuttgart ein. Diesmal sind die Vorwürfe konkreter und es sind Belege angeheftet.[5]
- 25. November 1996: Ein anonymes Schreiben mit Vorwürfen gegen Binder geht bei der zuständigen Staatsanwaltschaft in Hechingen ein.
- 16. Dezember 1996: Polizei und Staatsanwaltschaft durchsuchen Binders Diensträume im Landratsamt Sigmaringen. Zahlreiche Akten werden beschlagnahmt.
- 17. Februar 1997: Binder wird durch Verfügung des Regierungspräsidiums Tübingen vorläufig des Amts enthoben.[5]
- 27. August 1998: Die Staatsanwaltschaft Hechingen erhebt Anklage gegen Jürgen Binder wegen Untreue und Betrug.
- 18. Februar 1999: Der bereits seines Amtes enthobene Ex-Landrat wird von der großen Strafkammer des Landgerichts Hechingen zu zwei Jahren Haft, ausgesetzt auf vier Jahre zur Bewährung, wegen Untreue in 252 Fällen und Betrug in 232 Fällen verurteilt. Das Gericht bezifferte den Schaden damals mit rund 160.000 Deutsche Mark.
- 20. Oktober 1999: Der Bundesgerichtshof in Karlsruhe bestätigt das Hechinger Urteil. Der Staatsanwaltschaft war dieses zu milde gewesen.